# Hectopsylla suarezi
Hectopsylla suarezi är en loppart som beskrevs av C.Fox 1929. Hectopsylla suarezi ingår i släktet Hectopsylla och familjen Tungidae. Inga underarter finns listade i Catalogue of Life.